# FTW王座
FTW王座（FTW Championship）は、ECWに登場した王座の一つ。現在はAEWが管理している。「FTW」は「Fuck The World」の略。

## 概要
ECWのレスラーであり、WWEの名解説者であったタズが1998年5月14日に新設した王座。王座はECWから公式に認可されたものではなかった。
主にサブゥーとの抗争の際に使われた王座であるため、1999年の3月21日にECW世界ヘビー級王座と統合され廃止された。
それから21年後の2020年7月2日、タズがAEWにおいて同王座の復活を発表し、ブライアン・ケイジを王者として彼に授与したが、AEWは認可しておらず、あくまでも非公式の王座であると主張している。

## 歴代王者
| ECW    | ECW                  | ECW      | ECW      | ECW            |
| 歴代   | チャンピオン         | 戴冠回数 | 保持日数 | 日付           |
| ------ | -------------------- | -------- | -------- | -------------- |
| 初代   | タズ                 | 1        | 219日    | 1998年5月14日  |
| 第2代  | サブゥー             | 1        | 92日     | 1998年12月19日 |
| 第3代  | タズ                 | 2        | 0日      | 1999年3月21日  |
| AEW    |                      |          |          |                |
| 歴代   | チャンピオン         | 戴冠回数 | 保持日数 | 日付           |
| 第4代  | ブライアン・ケイジ   | 1        | 377日    | 2020年7月2日   |
| 第5代  | リッキー・スタークス | 1        | 378日    | 2021年7月14日  |
| 第6代  | フック               | 1        | 357日    | 2022年7月27日  |
| 第7代  | ジャック・ペリー     | 1        | 39日     | 2023年7月19日  |
| 第8代  | フック               | 2        | 238日    | 2023年8月27日  |
| 第9代  | クリス・ジェリコ     | 1        | 126日    | 2024年4月21日  |
| 第10代 | フック               | 3        | 199日    | 2024年8月25日  |